# Ukraine de la rive droite

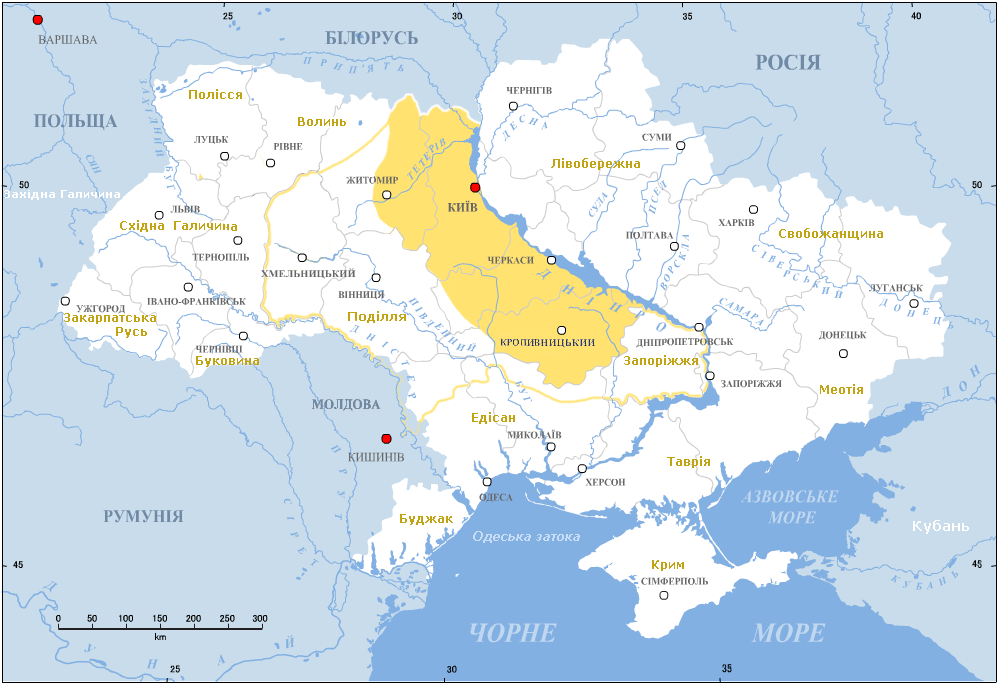
L'Ukraine de la rive droite (en jaune).

L'Ukraine de la rive droite (en ukrainien : Правобережна Україна, Pravoberejna Oukraïna ; en russe : Правобережная Украина, Pravoberejnaïa Oukraïna ; en polonais : Ukraina Prawobrzeżna) est le nom historique de la partie de l'Ukraine située sur la rive droite (occidentale) du Dnipro. Elle correspond aux actuels oblasts de Volhynie, Rivne, Vinnytsia, Jytomyr, Kirovohrad et Kiev, ainsi qu'à une partie des oblasts de Tcherkassy et Ternopil.

## Histoire
En 1667, la trêve d'Androussovo rattacha l'Ukraine de la rive gauche à la Russie, alors que l'Ukraine de la rive droite, à l'exception de la ville de Kiev, demeurait sous la souveraineté de la république des Deux Nations (Pologne-Lituanie). Cinq ans plus tard, en 1672, la Podolie fut occupée par les Turcs de l'Empire ottoman, tandis que Kiev et Bratslav passaient sous le contrôle de l'hetman Petro Dorochenko. En 1681, les deux villes furent reprises par les Turcs. 
À la suite de la défaite des Ottomans lors de la grande guerre turque (1683-1699), le traité de Karlowitz (1699) rendit ces territoires à la république des Deux Nations. Au cours du XVIIIe siècle, deux révoltes de Cosaques eurent lieu. 
En 1793, l'Ukraine de la rive droite fut annexée par la Russie à l'occasion du second partage de la Pologne. Elle fut d'abord rattachée au gouvernement de Petite Russie, puis, au XIXe siècle, répartie entre les gouvernements de Kiev, de Volhynie et de Podolie.

## Langues et religions
L'Ukraine de la rive droite était principalement peuplée d'Ukrainiens, mais la plupart des terres appartenaient à des nobles polonais ou ukrainiens « polonisés ». De nombreuses villes et villages comptaient une importante population juive. Les nobles parlaient polonais et étaient de religion catholique romaine. Un tiers des paysans devinrent catholiques grecs au XVIIIe siècle mais retournèrent à leur ancienne confession orthodoxe après les partages de la Pologne, bien avant la réintégration forcée de l'Église uniate dans l'Église orthodoxe, en 1839. 

## Source
- (en) Cet article est partiellement ou en totalité issu de l’article de Wikipédia en anglais intitulé « Right-bank Ukraine » (voir la liste des auteurs).